# Кенчадзе, Автандил
Автандил Кенчадзе (груз. ავთანდილ კენჭაძე, род. 22 декабря 1995) — грузинский борец вольного стиля, чемпион мира, серебряный призёр чемпионата мира, бронзовый призёр Европейских игр 2019 года, призёр чемпионатов Европы, участник Олимпийских игр 2020 года в Токио.

## Биография
Родился в 1995 году.
В 2015 году стал бронзовым призёром чемпионата Европы среди юниоров.
В 2017 году выиграл чемпионат Европы среди борцов в возрасте до 23 лет.
В 2017 году стал бронзовым призёром чемпионата мира среди борцов в возрасте до 23 лет.
В 2018 году завоевал бронзовую медаль чемпионата Европы среди борцов в возрасте до 23 лет.
В 2018 году стал серебряным призером на чемпионате мира.
В 2018 году выиграл чемпионат мира среди борцов в возрасте до 23 лет.
В 2019 году на чемпионате Европы в Бухаресте завоевал бронзовую медаль.
В феврале 2020 года на чемпионате континента в итальянской столице, в весовой категории до 74 кг Автандил в схватке за бронзовую медаль поборол спортсмена из Болгарии Мирослава Кирова и завоевал бронзовую медаль европейского первенства.
В 2024 году на чемпионате мира в Тиране завоевал золотую медаль в весовой категории до 79 кг.